# Richard Jacquemet
Pour les articles homonymes, voir Jacquemet.
Richard Jacquemet, né le 23 février 1966, est un céiste français de descente.

## Carrière
Aux Championnats du monde de descente 1995 à Bala, il remporte la médaille d'or en C-2 classique par équipe ; il est médaillé d'argent en C-2 classique par équipe aux Championnats du monde de descente 1996 à Landeck.